# 우젠치토세역
우젠치토세역(일본어: 羽前千歳駅)은 일본 야마가타현 야마가타시에 위치한 동일본 여객철도의 철도역이다. 오우 본선의 소속 철도역이며, 센잔 선이 이 역을 종점으로 하고 있다.

## 타는 곳
| 1 | ■ 야마가타 선 | (상행) | 야마가타 · 요네자와 · 후쿠시마 방면 |
| 1 | ■ 야마가타 선 | (하행) | 덴도 · 무라야마 · 신조 방면         |
| 2 | ■ 센잔 선     | (상행) | 야마데라 · 아야시 · 센다이 방면     |
| 2 | ■ 센잔 선     | (하행) | 야마가타 행                         |

## 역 주변
- 야마가타 국제 교류 플라자
- 야마가타 시 종합 스포츠 센터
- 야마가타 시 치토세 공립관

## 역사
- 1933년 10월 17일 : 센잔니시 선 이 역 - 야메데라 역간 개통과 동시에 개업.
- 1986년 11월 1일 : 간이위탁화.
- 1987년 4월 1일 : 일본국유철도 분할 민영화에 의해, JR 동일본의 역이 된다. 그 후, 무인역화.
- 1999년 12월 4일 : 역사를 해체해, 대신에 과선교로 개축.
- 2005년 3월 28일 : 센잔 선 쾌속 열차 정차에 의해, 센잔 선의 열차는 전부 정차함.

## 인접 역
| 동일본 여객철도 오우 본선  | 동일본 여객철도 오우 본선     | 동일본 여객철도 오우 본선 |
| -------------------------- | ----------------------------- | ------------------------- |
| 기타야마가타 야마가타 방면 | ■ 야마가타 선                 | 미나미데와 신조 방면      |
| 동일본 여객철도 센잔 선    |                               |                           |
| 야마데라 센다이 방면       | □ 센잔 선 '쾌속 A · 쾌속 C'   | 시·종착역                 |
| 다테야마 센다이 방면       | □ 센잔 선 '쾌속 B' · ■ '보통' | 시·종착역                 |